# Socorro (Oriental Mindoro)
Socorro é um município de  terceira classe de renda municipal (d) na província Oriental Mindoro, nas Filipinas. De acordo com o censo de 1 de maio  de  2020 possui uma população de 41 585 pessoas e 9 869 domicílios.